# 阿武松綠之助
阿武松綠之助（日语：／ Ōnomatsu Midorinosuke，1791年—1862年1月20日），本名佐佐木常吉，日本能登国鳳至郡七海村（現石川縣鳳珠郡能登町）出身的大相撲力士，第6代横綱。他高1.73米，重135公斤。

## 早年生涯
他1791年生於能登国，家庭從事馬匹貨運業。他在1815年前往江戶成為相撲力士，在1822年升至幕內級，在1824年1月被另一力士稲妻雷五郎打敗，但在1825年夏天再次比賽時打敗他，在1826年10月升至大關級。

## 橫綱
他在1828年2月升至橫綱，在3月25日他和稲妻雷五郎在德川家齊面前比賽，稲妻雷五郎再次被打敗。
因為他在一個貧窮的家庭長大，他試圖通過一切公平的手段或犯規贏得比賽。為了撼動對手的信心，他經常會在初次比賽時做啞劇，他的戰鬥風格經常被批評。即使如此，他在江戶仍受歡迎。他在1835年11月於最高的幕內級別退休。他贏了142次比賽，輸了31次，獲勝率是82.1%。